# Чемпіонат Лівану з футболу
Прем'єр-ліга Лівану (фр. Championnat du Liban de Football, араб. الدوري اللبناني لكرة القدم) — найвища футбольна ліга Лівану, що була заснована в 1930 році. Проводиться під егідою Футбольної федерації Лівану.

## Історія
Чемпіонат почав проводитись з моменту створення Футбольної федерації Лівану у 1933 році. Першим чемпіоном країни стала команда «Ан-Нахда».  Через громадянську війну в Лівані з 1975 по 1987 рік чемпіонат проводився нерегулярно і лише після відновлення ліги, клуб «Аль-Ансар» встановив світовий рекорд, коли він виграв одинадцять першостей поспіль з 1988 по 1999 рік (Лише згодом латвійське «Сконто» та норвезький «Русенборг» побили рекорд, вигравши по 13 турнірів поспіль). Тільки «Неджмех» перервав рекордну серію «Аль-Ансара» в 2000 році.

## Переможці
| - 1933-34: Ан-Нахда - 1934-35: АУБ - 1935-36: Сіка Рейлвейз - 1936-37: АУБ - 1937-38: АУБ - 1938-39: Сіка Рейлвейз - 1939-40: не проводився - 1940-41: Сіка Рейлвейз - 1941-42: Ан-Нахда - 1942-43: Ан-Нахда - 1943-44: Оменетмен - 1944-45: Оменмен - 1945-46: Оменетмен - 1946-47: Ан-Нахда - 1947-48: Оменетмен - 1948-49: Ан-Нахда - 1949-50: не проводився - 1950-51: Оменетмен - 1951-53: не проводився - 1953-54: Оменмен - 1954-55: Оменетмен - 1955-56: Расінг - 1956-57: Оменмен | - 1957-60: не проводився - 1960-61: Оменмен - 1961-62: не проводився - 1962-63: Оменетмен - 1963-64: не проводився - 1964-65: Расінг - 1965-66: не проводився - 1966-67: Аль-Шабіба - 1967-68: не проводився - 1968-69: Оменетмен - 1969-70: Расінг - 1970-72: не проводився - 1972-73: Неджмех - 1973-74: не проводився - 1974-75: Неджмех - 1975-87: не проводився - 1987-88: Аль-Ансар - 1988-89: не проводився - 1989-90: Аль-Ансар - 1990-91: Аль-Ансар - 1991-92: Аль-Ансар - 1992-93: Аль-Ансар - 1993-94: Аль-Ансар | - 1994-95: Аль-Ансар - 1995-96: Аль-Ансар - 1996-97: Аль-Ансар - 1997-98: Аль-Ансар - 1998-99: Аль-Ансар - 1999-00: Неджмех - 2000-01: скасований - 2001-02: Неджмех - 2002-03: Триполі - 2003-04: Неджмех - 2004-05: Неджмех - 2005-06: Аль-Ансар - 2006-07: Аль-Ансар - 2007-08: Аль-Агед - 2008-09: Неджмех - 2009-10: Аль-Агед - 2010-11: Аль-Агед - 2011-12: Сафа - 2012-13: Сафа - 2013-14: Неджмех - 2014-15: Аль-Агед - 2015-16: Сафа - 2016-17: Аль-Агед |